# Indonemoura curvicornia
Indonemoura curvicornia är en bäcksländeart som beskrevs av Wang och Du 2009. Indonemoura curvicornia ingår i släktet Indonemoura och familjen kryssbäcksländor. Inga underarter finns listade i Catalogue of Life.